# Ora serrata
La ora serrata es la porción más anterior y periférica de la úvea, en la cual ésta entra en contacto con otra estructura del ojo que se llama cuerpo ciliar.
Debe su nombre a que está constituida por un borde dentado formado por unas cincuenta prominencias a modo de dientes que apuntan hacia delante, entre las cuales se encuentran otros tantos valles, recordando por lo tanto su forma a la de una sierra vista de perfil.
La zona de la ora serrata es la zona más periférica de la retina, respecto a la parte central y más sensible de la misma, llamada mácula.